# Fritz Foerster

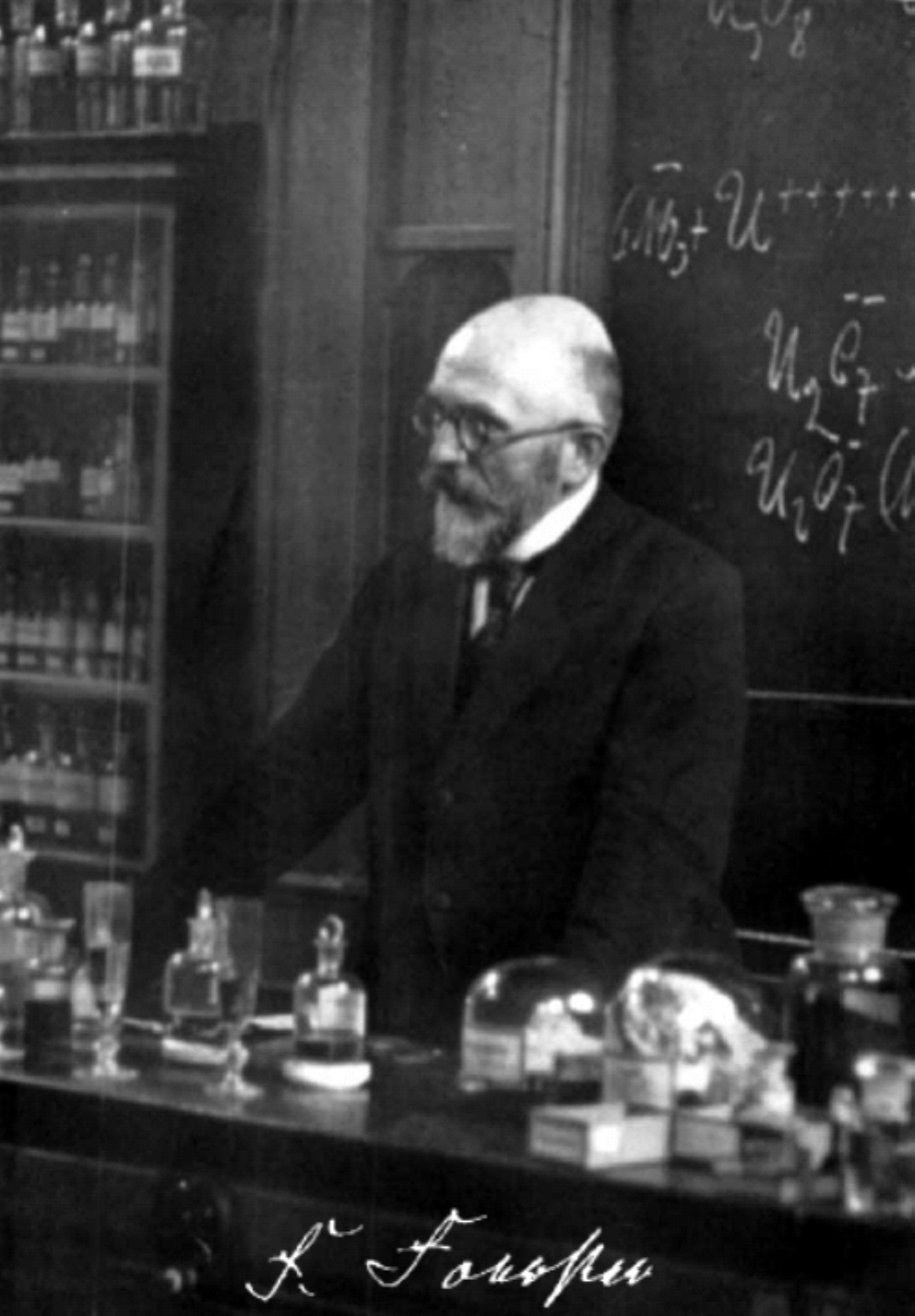
Foerster in der Vorlesung (um 1920)

Jeremias Siegismund Friedrich Carl Foerster (* 22. Februar 1866 in Grünberg, Schlesien; † 14. September 1931 in Dresden) war ein deutscher Chemiker und Hochschullehrer. Im Studienjahr 1917/18 wurde er zum Rektor der Technischen Hochschule Dresden ernannt.

## Leben
Fritz Foerster entstammte einer alten Tuchmacherfamilie, die im schlesischen Grünberg bereits seit dem 16. Jahrhundert nachweisbar war. Er wurde 1866 als ältester Sohn des wohlhabenden Kaufmanns und Schriftstellers August Foerster und der Anna Eichmann geboren. Zusammen mit seinem Bruder Max Förster, der später als Professor für Eisenbetonbau an der TH Dresden wirkte, erhielt Fritz Foerster eine gute Schulbildung. Foerster interessierte sich schon sehr früh für die Chemie. Bei einem Experiment verlor er im Jugendalter sein linkes Auge. Ab 1884 studierte er an der Technischen Hochschule Berlin-Charlottenburg Chemie und promovierte 1888 bei August Wilhelm von Hofmann. Er arbeitete anschließend als Assistent von Franz Mylius an der Physikalisch-Technischen Reichsanstalt in Berlin und erhielt an der TH Berlin auf Grund seiner Forschungen und grundlegenden Veröffentlichungen über das Verhalten von Gläsern die Habilitation. Im Jahr 1895 nahm er einen Ruf an die TH Dresden an, wo er Spezielle Elektrochemie lehrte. Im darauffolgenden Jahr  heiratete er Martha Zanke. Aus der Ehe stammen zwei Söhne und eine Tochter.
Fritz Foerster wurde 1898 außerordentlicher Professor und zwei Jahre später ordentlicher Professor für Physikalische Chemie und Elektrochemie. Im Jahr 1905 erschien sein Lehrbuch Elektrochemie wässriger Lösungen, das lange Zeit als Standardwerk galt. Er lieferte Beiträge zu Tautomerien, arbeitete an Kupferelektrolyse und Alkalichloridelektrolyse und forschte zu Passivitätserscheinungen bei der Elektrolyse. Ferner untersuchte er den Edison-Akkumulator und die Wackenroder’sche Flüssigkeit als Entschwefelungsmittel und hatte Veröffentlichungen zur sächsischen Steinkohle, insbesondere über ihr Verhalten bei Destillation, die Bestimmung ihres Heizwertes, ihres Schwefel- und Stickstoffgehaltes und zur Tieftemperaturverkokung. Im Jahr 1912 wurde Fritz Foerster Inhaber des Lehrstuhls für anorganische und anorganisch-technische Chemie an der TH Dresden und stand der Hochschule 1917/18 als Rektor vor.
Foerster wurde in fachlicher Hinsicht zu einem bedeutenden Ansprechpartner des Staates und der Industrie: Ab 1908 war er Bevollmächtigter des sächsischen Staates im fiskalischen Blaufarbenwerk in Aue und wurde 1920 zum Vorstandsmitglied der Chemischen Fabrik von Heyden in Radebeul. Fritz Foerster starb mit 65 Jahren in Dresden und wurde auf dem Städtischen Friedhof und Urnenhain Tolkewitz beerdigt.

## Ehrungen

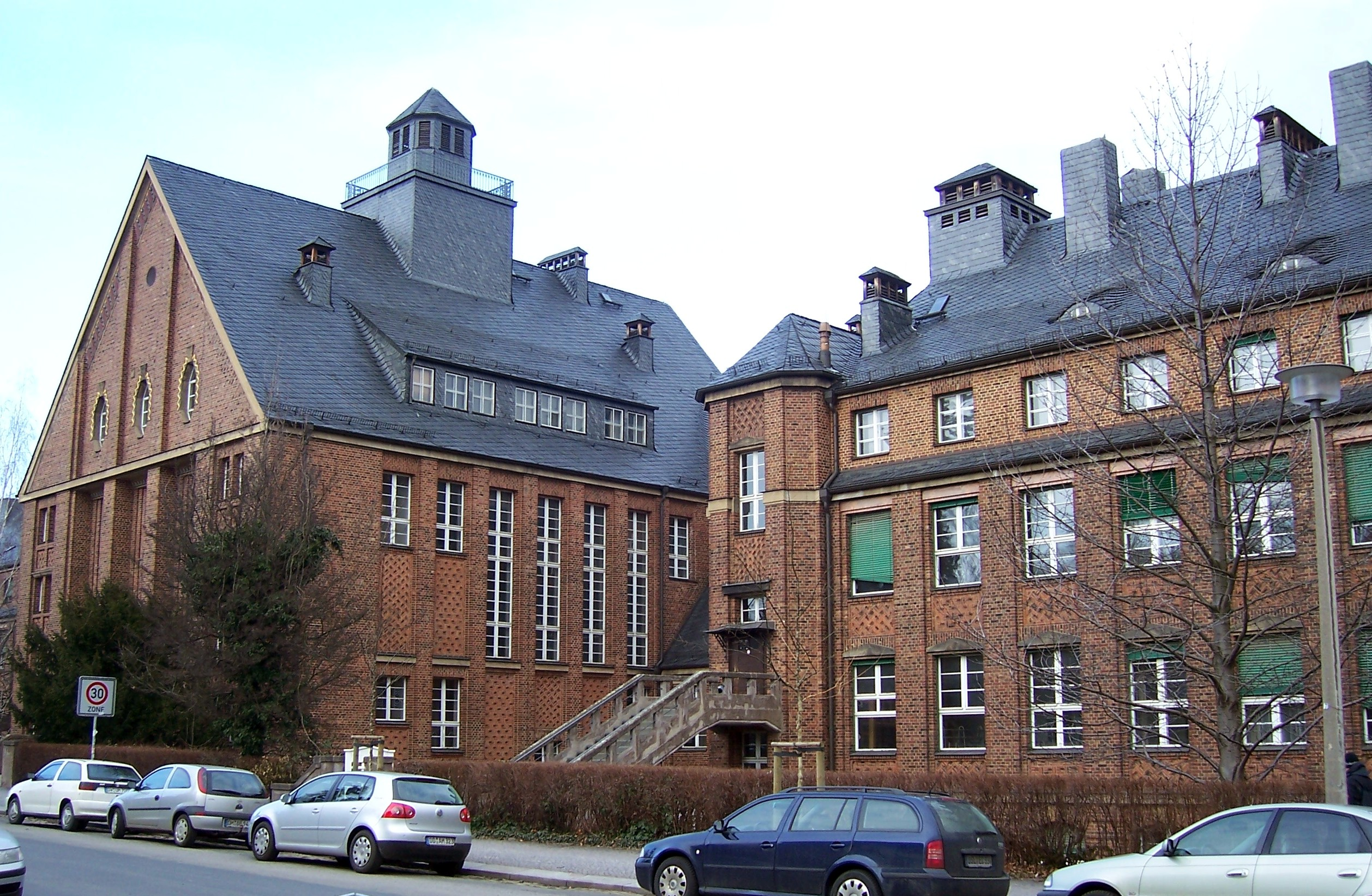
Fritz-Foerster-Bau der TU Dresden

Schon zu Lebzeiten hatte Fritz Foerster zahlreiche Ehrungen erhalten, so wurde er unter anderem zum Geheimen Hofrat ernannt, war ab 1912 Mitglied der Sächsischen Akademie der Wissenschaften und ab 1921 korrespondierendes Mitglied der Akademie der Wissenschaften zu Göttingen. Bereits 1913 erhielt er die Ehrendoktorwürde der Universität Stuttgart.
Seit 1954 trägt der Fritz-Foerster-Bau der TU Dresden den Namen Fritz Foersters. Ebenfalls nach ihm benannt wurde der Fritz-Foerster-Platz am Universitätscampus in der Dresdner Südvorstadt.
Im Jahr 1918 war Foerster zum Ritter 1. Klasse des sächsischen Verdienstordens sowie zum Komtur 2. Klasse des Albrechts-Ordens ernannt worden, zudem trug er das Ehrenkreuz für freiwillige Wohlfahrtspflege.

## Schriften

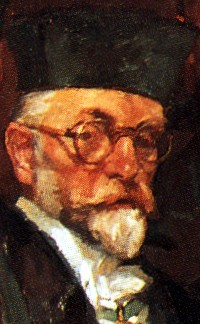
Fritz Foerster (Ferdinand Dorsch, 1927)

- Die elektronische Praxis (1900/01)
- Elektrochemie wässriger Lösungen (1905)
- Beiträge zur Kenntnis des elektrochemischen Verhaltens des Eisens (1909)